# Hoplothrips kincaidi
Hoplothrips kincaidi är en insektsart som beskrevs av Dudley Moulton 1929. Hoplothrips kincaidi ingår i släktet Hoplothrips och familjen rörtripsar. Inga underarter finns listade i Catalogue of Life.